# Sophie Archambault de Beaune
 (août 2023).
La mise en forme du texte ne suit pas les recommandations de Wikipédia : il faut le « wikifier ».
Les points d'amélioration suivants sont les cas les plus fréquents. Le détail des points à revoir est peut-être précisé sur la page de discussion.
- Les titres sont pré-formatés par le logiciel. Ils ne sont ni en capitales, ni en gras.
- Le texte ne doit pas être écrit en capitales (les noms de famille non plus), ni en gras, ni en italique, ni en « petit »…
- Le gras n'est utilisé que pour surligner le titre de l'article dans l'introduction, une seule fois.
- L'italique est rarement utilisé : mots en langue étrangère, titres d'œuvres, noms de bateaux, etc.
- Les citations ne sont pas en italique mais en corps de texte normal. Elles sont entourées par des guillemets français : « et ».
- Les listes à puces sont à éviter, des paragraphes rédigés étant largement préférés. Les tableaux sont à réserver à la présentation de données structurées (résultats, etc.).
- Les appels de note de bas de page (petits chiffres en exposant, introduits par l'outil «  Source ») sont à placer entre la fin de phrase et le point final[comme ça].
- Les liens internes (vers d'autres articles de Wikipédia) sont à choisir avec parcimonie. Créez des liens vers des articles approfondissant le sujet. Les termes génériques sans rapport avec le sujet sont à éviter, ainsi que les répétitions de liens vers un même terme.
- Les liens externes sont à placer uniquement dans une section « Liens externes », à la fin de l'article. Ces liens sont à choisir avec parcimonie suivant les règles définies. Si un lien sert de source à l'article, son insertion dans le texte est à faire par les notes de bas de page.
- La présentation des références doit suivre les conventions bibliographiques. Il est recommandé d'utiliser les modèles {{Ouvrage}}, {{Chapitre}}, {{Article}}, {{Lien web}} et/ou {{Bibliographie}}. Le mode d'édition visuel peut mettre en forme automatiquement les références.
- Insérer une infobox (cadre d'informations à droite) n'est pas obligatoire pour parachever la mise en page.

Pour une aide détaillée, merci de consulter Aide:Wikification.
Si vous pensez que ces points ont été résolus, vous pouvez retirer ce bandeau et améliorer la mise en forme d'un autre article.
 (août 2023).
Sophie Archambault de Beaune (ou Sophie de Beaune) est une préhistorienne française.
Elle travaille sur l'évolution de l'outillage, des gestes techniques et des activités humaines. Elle s'intéresse aussi à l'émergence et à l'évolution des aptitudes cognitives, depuis les premiers homininés jusqu'aux hommes modernes. Ses recherches sur les productions humaines du passé préhistorique et ce qu'elles nous révèlent des capacités cognitives des premiers hommes modernes et de leurs prédécesseurs ouvre la voie à une réflexion sur la spécificité cognitive de l'homme par rapport aux premiers homininés et aux primates non humains. Sophie A. de Beaune a aussi créé des passerelles avec les disciplines voisines que sont l'histoire et l'anthropologie, Elle a par ailleurs introduit en France l'analyse croisée de la neuropsychologie et de l'archéologie.
Ses travaux les plus récents portent sur l'histoire et l'épistémologie de la discipline.
Concernant ses recherches sur les sociétés du Paléolithique supérieur, ses derniers travaux traitent des perceptions sensorielles et de ce que l'on peut dire de la répartition des tâches entre hommes et femmes.
Ses recherches en cours portent sur la professionnalisation des femmes préhistoriennes depuis le début du XXe siècle.

## Parcours
Professeure à l'université Jean-Moulin-Lyon-III, elle y enseigne la préhistoire, la protohistoire et la muséographie de l'archéologie et des objets et savoirs techniques. Elle mène ses recherches au sein du laboratoire « Archéologies et Sciences de l'Antiquité » à la Maison des Sciences de l'Homme Mondes (MSH-Mondes) et dirige des doctorants à l'université Paris-Nanterre.
Elle a animé plusieurs séminaires de recherche au CNAM et à l'EHESS, en particulier avec François Sigaut.
Elle a été directrice scientifique adjointe à l'Institut des Sciences Humaines et Sociales au CNRS en 2009 et 2010. 
Elle dirige une collection d'ouvrages à CNRS Éditions. Avec Liliane Hilaire-Pérez, elle a fondé la revue Artefact. Techniques, histoire et sciences humaines. Elle est membre du comité de rédaction de la revue Archéologie, Société et Environnement et de la revue Intellectica.

## Publications
Ouvrages
- [1987] « Lampes et godets au Paléolithique » (monographie), Gallia Préhistoire, no 23, supplément,‎ 1987 (lire en ligne [sur persee]).
- [1995] Les hommes au temps de Lascaux. 40 000 - 10 000 avant J.-C.  (préf. Jean Guilaine), Paris, Hachette, coll. « La Vie Quotidienne - Civilisations et Sociétés », 1995 (réimpr. 1999, 2014), 316 p. (ISBN 2-01-235524-2, présentation en ligne).
- [1997] « Les galets utilisés au Paléolithique supérieur. Approche archéologique et expérimentale », Gallia Préhistoire, no 32 « Suppl. »,‎ 1997 (lire en ligne [sur persee]).
- [2000] Pour une archéologie du geste. Broyer, moudre, piler, des premiers chasseurs aux premiers agriculteurs, Paris, CNRS Éditions, 2000 (présentation en ligne).
- [2002] Préhistoriens en herbe  (ill. Nathaële Vogel [sous le pseudonyme Anne de Semblançay]), Paris, Gallimard, coll. « Folio junior », 2002 (ISBN 2-07-054777-9)
- [Deloge, Deloge, Beaune 2003] Le Rocher de la Caille : un site magdalénien de plein air au Saut-du-Perron, Saint-Jean/Saint-Maurice-sur-Loire (Loire), Mémoire de la Société préhistorique française n° 31, 2003, 252 p.  (ISBN 2-913745-16-4)
- [Beaune et al. 2007] Chasseurs-cueilleurs. Comment vivaient nos ancêtres du Paléolithique supérieur. Méthodes d'analyse et d'interprétation en Préhistoire, Paris, CNRS Éditions, 2007 (réimpr. coll. Biblis, 2013) (présentation en ligne).
- [2008] L'Homme et l'outil. L'invention technique durant la Préhistoire, Paris, CNRS Éditions, coll. « Le Passé recomposé », 2008 (réimpr. coll. Biblis 2015), 166 p. (présentation en ligne).
- [Beaune & Balzeau 2009] La Préhistoire, Paris, Coédition Dargaud / CNRS Éditions, coll. « Chroniques de l'Homme », 2009 (présentation en ligne).
- [Beaune, Coolidge, Wynn et al. 2009] Cognitive Archaeology and Human Evolution, New York / Cambridge, Cambridge University Press (ISBN 9780521746113, présentation en ligne).
- [2010] Écrire le passé. La fabrique de la préhistoire et de l'histoire à travers les siècles, Paris, CNRS Éditions, 2010 (ISBN 978-2-271-07012-8, présentation en ligne).
- [Beaune, Hilaire-Pérez et al. 2012] Esthétique de la technique, t. 133, 6e série, n° 4, coll. « Revue de Synthèse », 2012 (lire en ligne).
- [Beaune, Francfort et al. 2012] L'Archéologie à découvert, Paris, CNRS Éditions, 2012 (présentation en ligne).
- [Beaune et al. 2013] L'esthétique du geste technique, Paris, CNRS Éditions, coll. « Gradhiva (revue d'anthropologie et d'histoire des arts) » (no 17), 2013 (réimpr. Musée du Quai Branly, 2013), 232 p. (ISBN 235744049X, DOI 10.4000/gradhiva.2551, présentation en ligne).
- [Beaune et al. 2014] « Qu'est-ce qu'un outil simple ? », Artefact. Techniques, histoire et sciences humaines, no 2,‎ 2014 (présentation en ligne).
- [2016] Qu'est-ce que la Préhistoire ?, Paris, Gallimard, coll. « Folio Histoire », 2016 (présentation en ligne).
- [Beaune & Balzeau 2016] Notre Préhistoire. La grande aventure de la famille humaine, Paris, éd. Belin, coll. « Beaux livres », 2016, 208 p. (ISBN 2701197899 et 978-2-7011-9789-0, présentation en ligne).
- [Beaune, Hilaire-Pérez, Vermeir et al. 2017] L'analogie dans les techniques, Paris, CNRS Éditions, coll. « Alpha », 302 p. (ISBN 2271082412, présentation en ligne).
- [Beaune et al. 2020] « Émergence et évolution de la cognition humaine », Intellectica, vol. 73, no 2,‎ 2020 (présentation en ligne).
- [Beaune, Labrusse et al. 2021] La Préhistoire au présent. Mots, images, savoirs, fictions, Paris, CNRS Éditions, 2021, 361 p. (ISBN 978-2-271-13641-1, présentation en ligne).
- [Beaune et al. 2021] New Advances in the History of Archaeology (Annales du 18e Congrès mondial de l'UISPP (Union internationale des sciences préhistoriques et protohistoriques), 4-9 juin 2018, Paris), Oxford, Archaeopress, coll. « Archaeology » (no 16), 2021 (ISBN 978-1-80327-072-2, présentation en ligne).
- Sophie A. de Beaune, Da beleza do gesto técnico na Pré-história, Rio de Janeiro / Brésil - Copenhague / Danemark, Zazie Edições, 2021.
- Préhistoire intime. Vivre dans la peau des Homo sapiens, Gallimard, coll. « Folio », 10 février 2022, 368 p. (ISBN 978-2-07296-148-9), présentation en ligne
- [2023] Préhistoriens en herbe  (ill. Nathaële Vogel), Paris, Tautem, juillet 2023, 96 p. (ISBN 979-10-97230-44-9, présentation en ligne)

Sélection d'articles
- [Beaune 1998] Sophie A. de Beaune, « Chamanisme et Préhistoire. Un feuilleton à épisodes », L'Homme, no 38,‎ 1998, p. 203-219 (lire en ligne [sur persee]).
- [2004](en) Sophie A. de Beaune, « The invention of Technology: Prehistory and Cognition », Current Anthropology, vol. 45, no 2,‎ 2004, p. 139-162
- [2013] Sophie A. de Beaune, « Introduction. Esthétique du geste technique », Gradhiva. Revue d’anthropologie et d’histoire des arts, no 17,‎ 2013, p. 4-25 (lire en ligne)
- [2013] Sophie A. de Beaune, « De la beauté du geste technique en préhistoire », Gradhiva. Revue d’anthropologie et d’histoire des arts,‎ 2013, p. 26-49. (lire en ligne)
- [2015] (en) Sophie A. de Beaune, « Reasoning processes in prehistoric art interpretation », dans P. Bueno-Ramírez, P. G. Bahn, Prehistoric Art as Prehistoric Culture. Studies in Honour of Rodrigo de Balbín Behrmann, Oxford, Archaeopress Archaeology, 2015, 190 p. (ISBN 1784912220), p. 25-2925-29.
- [2018] (es) Sophie A. de Beaune, « Arqueología prehistórica y antropología social: una mirada sobre dos disciplinas hermanas que trabajan sobre lo inefable », Fuegia. Revista de Estudios sociales y del Territorio,, vol. 1,‎ 2018, p. 24-30 (lire en ligne [PDF])
- [2018] « Le proche et le lointain. La perception sensorielle en préhistoire », L'Homme, nos 227-228 « Les sens de la préhistoire »,‎ 2018, p. 69-100 (ISBN 978-2-7132-2735-6, lire en ligne [sur journals.openedition.org], consulté en novembre 2021).
- [2018](de) Sophie A. de Beaune, « Vertikaler Wissenstransfer in der longue durée: Eine Technische Perspektive auf die Entwicklung Jungpaläolithischer Kunst in Europa », Die Kunde. Zeitschrift für niedersächsische Archäologie, vol. 69,‎ 2018, p. 121-141.
- [2019](en) Sophie A. de Beaune, « A critical analysis of the evidence for sexual division of tasks in the European Upper Paleolithic », dans K. A. Overmann, F. L. Coolidge, Squeezing Minds from Stones: Cognitive Archaeology & the Evolution of the Human Mind, Oxford, Oxford University Press, 2019, 544 p. (ISBN 9780190854614, halshs-02780243), p. 376-405.
- [2020] Sophie A. de Beaune, « Émergence et évolution de la cognition humaine. Apports et limites des approches actuelles », Intellectica. La revue de l’Association pour la Recherche sur les sciences de la Cognition (ARCo), no 73,‎ 2020, p. 7-26. (lire en ligne [PDF])
- [2021](en) Sophie A. de Beaune, « Three career itineraries that linked prehistory, archaeology, and technology: Augustus Lane Fox Pitt Rivers (1827-1900), André Leroi-Gourhan (1911-1986) and François Sigaut (1940-2012) », dans S. A. de Beaune, A. Guidi, O. Moro Abadía, M. Tarantini, New Advances in the History of Archaeology, Oxford, Archaeopress Publishing, 2021, 244 p. (ISBN 1803270721, halshs-03822454), p. 96-107.
- (en) Sophie A. de Beaune et Nathalie Richard, « The professionalization of female prehistorians in France in the Twentieth Century », dans S. L. López Varela, Women Achievements in Archaeology: Intersectionalities in Practice Worldwide, Springer International Publishing, coll. Women in Engineering and Science, 2023, 243-268 p. (ISBN 978-3-031-27650-7, DOI 10.1007/978-3-031-27650-7_12, présentation en ligne), p. 243-268.

### Publication en accès libre - Archives ouvertes
Sophie Archambault de Beaune contribue en archives ouvertes OAI sur Hal-SHS.
Voir aussi les « titres publiés sur Persée ».